# KRW

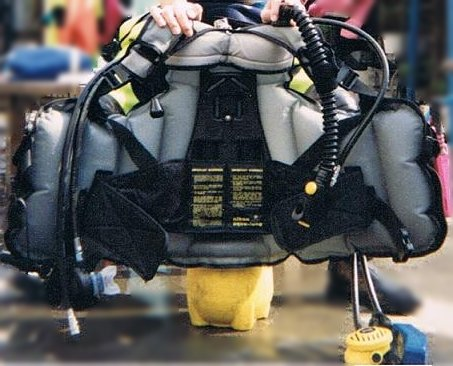
kamizelka zintegrowana z noszakiem

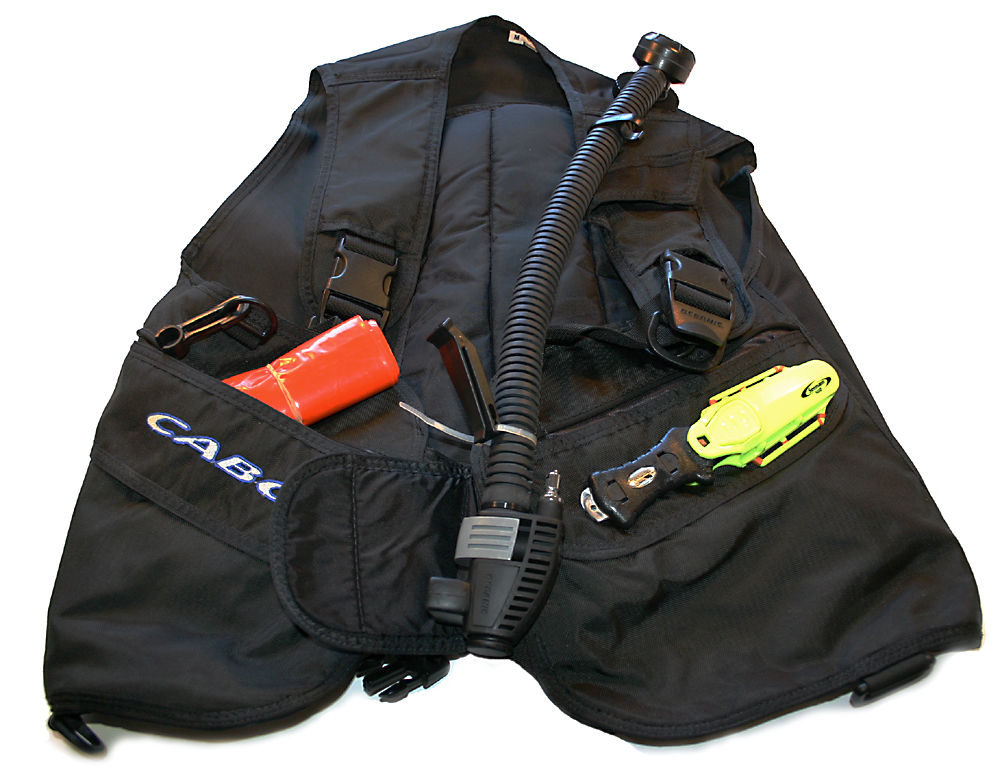
Kamizelka samodzielna

KRW, kamizelka ratowniczo-wypornościowa lub kamizelka ratowniczo-wyrównawcza – część ekwipunku płetwonurka umożliwiająca zmianę jego pływalności. Pod wodą pomaga utrzymać nurkowi neutralną (zerową) pływalność, napompowana (przy prawidłowo obciążonym nurku) pozwala mu utrzymywać się na powierzchni. Jednak w odróżnieniu od kamizelki ratunkowej nie gwarantuje utrzymania, używającej jej osoby, w prawidłowej pozycji na powierzchni wody.

## Budowa
W zależności od modelu budowa różni się kształtem i umiejscowieniem komór z powietrzem, jednak wszystkie rodzaje są elastycznymi, szczelnymi workami napełnianymi gazem – zazwyczaj powietrzem z butli nurkowej. Każda kamizelka posiada jeden lub kilka zaworów upustowych, umożliwiających zarówno spuszczenie nadmiaru powietrza, jak i chroniących przed przepełnieniem (i co za tym idzie uszkodzeniem kamizelki). Oprócz zaworów upustowych KRW posiada także inflator, czyli urządzenie umożliwiające napełnienie kamizelki powietrzem.

## Rodzaje
Jacket (ang. kamizelka) BCD (Buoyancy Control Device) – najpopularniejszy rodzaj kamizelki KRW wśród nurków rekreacyjnych. Model ten najbardziej przypomina zwyczajną kamizelkę – pozwala na wygodne dopasowanie do ciała, często posiada kieszenie na drobiazgi oraz liczne D-ringi, służące montowaniu różnych akcesoriów. Jackety są zintegrowane z noszakiem na butlę nurkową.
Skrzydło – rodzaj kamizelki używanej głównie przez nurków technicznych, nazwanej tak z powodu swojego kształtu. Skrzydło jest zazwyczaj umocowane do sztywnej metalowej płyty pełniącej funkcję noszaka do butli. W tym rodzaju KRW całe powietrze jest gromadzone w „skrzydłach” znajdujących się za plecami nurka.
Chomąto – przestarzały rodzaj KRW, nazwany z racji sposobu nakładania i wyglądu (niczym chomąto dla konia). Chomąto nie było zintegrowane z noszakiem, który trzeba było zakładać oddzielnie.